# امباكت ريسلينج اجانست أول أودز (2023)
هو عرض مصارعة يتم الترويج له من قِبل اتحاد impact wrestling و أقيم في 9 يونيو 2023 في قاعة مركز معرض أوهايو في مدينة كولومبوس بولاية أوهايو، وتم بثه على شبكة إمباكت بلس و منصة يوتيوب للمشاركين الخارقين . كان هذا هو الحدث هو النسخة الثانية عشر ضمن التسلسل الزمني لحدث اجانست أول أودز .
شمل العرض على عشر مباريات في العرض الرئيس]، وو اثنتان في العرض التمهيدي. في الحدث الرئيسي تمكن اليكس شيلي من هزيمة ستيف ماكلين للفوز بلقب العالم
. في مباريات هامة أخر]، واز فريق أوهايو مقابل كل شيء ( سامي كاليها]، وجيك كريس]، و[سوير فولتون|ومادمان فولتون]] ) على فريق الديزاين ( دينر، و كون، و انجيلز ) في نزال قتال شارع أوهايو، وفاز نيك الديس بمباراة 8 - 4-1 ليصبح المتحدي الأو على بطولة العالم في سلامي فرسري 2023 ، وهزم كريس سابين تري ميغيل ليفوز ببطولة بطولة امباكت الاكس ديفيجن .